# Mezia
Mezia es un género con diez especies de plantas con flores  perteneciente a la familia Malpighiaceae. Es originario de Sudamérica. El género fue descrito por  Carl August Wilhelm Schwacke ex Franz Josef Niedenzu  y publicado en  Die Natürlichen Pflanzenfamilien 3(4): 58, en el año 1890. Su especie tipo es Mezia araujoi Schwacke ex Nied.

## Descripción
Son enredaderas , arbustos o pequeños árboles. Tiene estípulas diminutas caducas. Las inflorescencias son terminales. Los pétalos de color amarillo limón , el posterior a veces rojo en el centro

## Distribución y hábitat
Las diez especies se encuentran en América del Sur, con una especie que se extiende a Panamá, en su mayoría crecen en los bosques húmedos de tierras bajas,  una especie en las sabanas y los bosques de galería adyacentes.

## Etimología
El nombre de Mezia fue otorgado en honior de Carl Christian Mez (1866-1944), un botánico alemán que publicó extensamente sobre Lauraceae, Bromeliaceae, Myrsinaceae y otros grupos.

## Especies
| - Mezia angelica W.R.Anderson - Mezia araujoi Nied. - Mezia beckii W. R. Anderson - Mezia curranii W. R. Anderson - Mezia huberi W. R. Anderson | - Mezia includens (Benth.) Cuatrec. - Mezia mariposa W. R. Anderson - Mezia rufa W. R. Anderson - Mezia russellii W. R. Anderson - Mezia tomentosa W. R. Anderson |